# 网格化管理
网格化管理是指中華人民共和國借用计算机网格管理思想， 将社会事务中的管理对象按照一定的标准划分成若干个网格单元进行协调管理、信息交流、资源共享的一种管理模式，该模式在中国内地多用于城市社区管理。具体从事这类管理工作的人员多被称为网格员或网格管理员。网格化管理項目於2004年首次在北京东城区试点实施。它的灵感来自伦敦威斯敏斯特的网格化管理。2015年，网格化管理系统向全國推廣。
2005年开始，上海市住房和城乡建设管理委员会在长宁区、卢湾区试点网格化管理系统。2006年，网格化管理系统推廣到上海全市。2013年，《上海市城市网格化管理办法》出台。2019年，上海又提出一网统管城市网格化综合管理平台。上海通過全市上千万个物联网感知设备將水务、交通、建筑等各方面的数据统一汇聚到一网统管平台。截至2020年1月，一网统管平台汇总了近20个上海委办局的数据。2020年4月，上海发布《上海市城市运行“一网统管”建设三年行动计划》。

## 网格管理员
网格管理员，简称网格员，是中华人民共和国政府临时聘用人员的一种，是实施中国地方政府实施网格化管理、社区治理的主力军，直面群众。但其面临事务职责繁杂、薪资待遇低、队伍不稳定、职业认同度低的现实问题。网格员身穿“网格马甲”以表明身份，還有「微网格联络员」辅助网格员在微网格内开展服务管理工作。网格员多为合同工。
在基层，网格员的任务繁杂，包括巡查街道卫生、解决邻里纠纷、排查安全隐患和维护小区治安。网格员素质参差不齐，网格员中有兼职和志愿者。由于财政资金难以落实到位，网格员待遇低，工作积极性和服务能力不足。

### 职责
网格员有六项职责：信息采集、政策宣传、社情民意联络、矛盾纠纷调解、社会事务管理、网格居民服务。
- 信息采集：定期走访，全面采集网格内人员、事件、地点、物品和情况的基础信息。
- 政策宣传：向居民宣传党和国家的政策和法律法规。
- 社情民意联络：定期巡查走访，及时了解网格内的社情民意。
- 矛盾纠纷调解：排查化解网格内矛盾纠纷，配合相关部门进行调解。
- 社会事务管理：对网格内的安全隐患进行常态化排查。
- 网格居民服务：精准掌握居民需求，提供定向服务。

## 批评
英国《金融时报》评论认为网格化管理令中国回到古代结合军事管理和户籍管理于一体的保甲制度。四川大学公共管理学院教授王卓认为两者有所相似，但本质不同：现代网格化社会治理以满足民生需求为本，而非控制个人。

## 延伸閱讀
- 維基新聞相關報導：基層維穩網格員被欠薪 或影響中國社會治理